# Dema Harshbarger
Dema Harshbarger, pseudonimo di Zelma Stuchenholz (Knox, 8 settembre 1884 – 20 febbraio 1964), è stata un'imprenditrice, promotrice di concerti e talent manager statunitense.

## Biografia

### Infanzia
Dema E. Harshbarger è nata a Knox, nell'Illinois, una dei sette figli di Richard Henry Harshbarger e Sarah Belle Lewis Harshbarger Sopravvisse alla polio e alla febbre reumatica in gioventù. Ha frequentato il Knox College. Poco dopo il college, andò in viaggio con la sua insegnante di musica, la signora Parry; le due erano tra i passeggeri salvati nel relitto della RMS Slavonia al largo delle coste del Portogallo.

### Carriera
Harshbarger ha iniziato la sua carriera al Century Lyceum Bureau di Chicago, ingaggiando docenti e intrattenitori in piccole città dell'Illinois e dell'Indiana.
Dal 1919 al 1921 lei e Jessie B. Hall gestiscono l'ufficio di Belle Arti a Chicago. Nel 1921 lasciò Hall per diventare comproprietario di Harrison e Harshbarger, un'agenzia di prenotazioni di concerti a Chicago. Con il loro primo cliente esclusivo, il tenore Charles Marshall, contribuirono a sviluppare il Piano per l'audience organizzata, un modello di abbonamento per le prenotazioni di intrattenimento nelle città più piccole. Negli anni '20, Harshbarger fu cofondatrice (con Ward French) e presidente della National Civic Music Association. "Attraverso il suo servizio", ha spiegato un quotidiano californiano nel 1932, "a più di un milione e mezzo di persone nei quarantotto stati vengono offerte attrazioni musicali".
Harshbarger vendette la sua agenzia alla NBC, si trasferì in California e divenne capo dell'Ufficio degli artisti della rete nel 1936. Diventò manager e addetto stampa di Hedda Hopper e fu spesso citata nella colonna di gossip di Hopper.

### Vita privata
Dema Harshbarger, dichiaratamente lesbica, era nota per aver indossato abiti, cravatte e cappelli su misura. Visse a La Habra Heights, in California, dove coltivava avocado. Morì nel 1964, all'età di 79 anni, a Los Angeles, in California.

## Filmografia
Dema Harshbarger è stata interpretata da Joyce Van Patten nel film per la televisione del 1985 su Hedda Hopper e Louella Parsons, Malice in Wonderland.